# Hors des remparts
 (janvier 2020).
Hors des remparts est le septième album publié dans la série Donjon Zénith de la saga Donjon, numéroté 7, dessiné par Boulet, écrit par Lewis Trondheim et Joann Sfar, mis en couleur par Lucie Albon et publié en janvier 2020.

## Publication
L'album constitue, avec L'Armée du crâne, l'une des deux parutions qui marquent le redémarrage de la saga Donjon, qui semblait s'être terminée définitivement en 2014 avec les 35e et 36e albums. Il s'agit du premier album de la série Donjon Zénith depuis 13 ans.